# 치즈스테이크

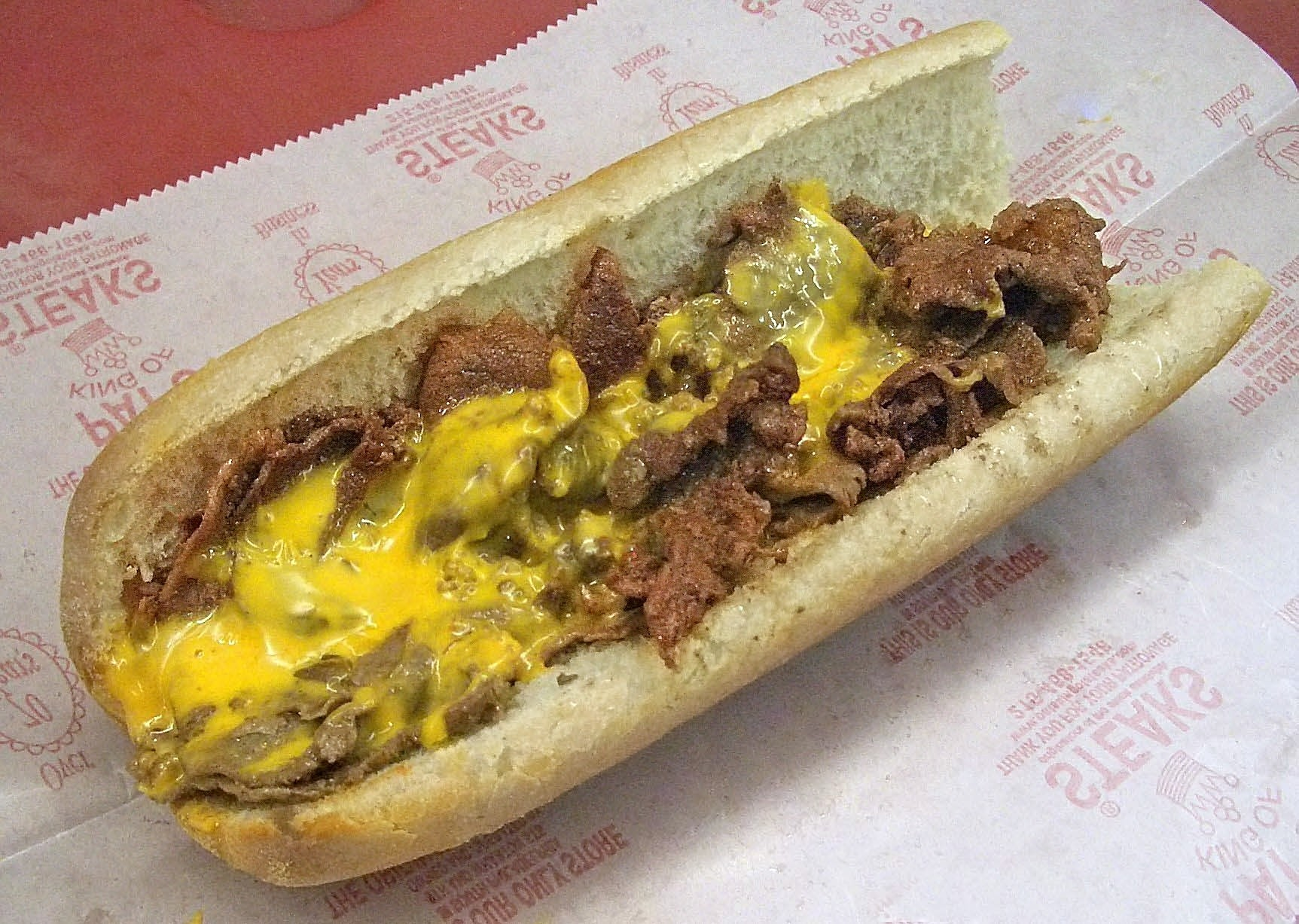
치즈스테이크

치즈스테이크(영어: cheesesteak)는 볶아서 얇게 썬 고기와 녹인 치즈를 긴 롤에 포장한 샌드위치이다. 인기있는 패스트푸드 중 하나로, 미국 펜실베이니아주 필라델피아가 발상지이다. 필리 치즈스테이크(영어: Philly cheesesteak), 치즈스테이크 샌드위치(영어: cheesesteak sandwich) 등으로도 불린다.

## 역사
라이브러리 컴퍼니 오브 필라델피아와 히스토리컬 소사이어티 오브 펜실베이니아에 의해 출간된 1987년 전시 카탈로그에 따르면 치즈스테이크는 20세기 초 곱슬곱슬하게 만든 소고기, 양파, 치즈를 조그마한 빵 덩어리와 합침으로써 개발되었다.

## 같이 보기
- 샌드위치 목록
- 서브머린 샌드위치
- 이탈리안 비프(영어판)